# LSK Kvinner FK
El LSK Kvinner Fotballklubb es un club de fútbol femenino de la ciudad de Lillestrøm, Noruega. Fue fundado en 1989 y juega en la Toppserien, máxima categoría del fútbol femenino en el país nórdico. Dese el 2010 es la rama femenina del Lillestrøm SK.

## Historia
Fue fundado en 1989 a raíz de la alianza entre los clubes Setskog IF y el Høland IL. Entonces era conocido como Setskog/Høland FK y jugaba sus encuentros de local en el AHF-banen en Bjørkelangen, Aurskog-Høland.
A comienzos de la temporada 2001, el club se mudó a Strømmen, Skedsmo. y fue renombrado como Team Strømmen. El Strømmen logró el segundo lugar en la Toppserien. El 8 de noviembre de 2008 perdieron la final de la Copa de Noruega por 1-3 ante el Røa IL en el Estadio Bislett.
Desde 2010 el equipo forma parte del Lillestrøm SK. Con esto, fue renombrado a LSK Kvinner FK, además se cambió el escudo del club, colores y equipaciones. El LSK Kvinner ganó la Toppserien cinco veces consecutivas entre el 2014 y 2018.

## Palmarés
| Competición nacional   | Títulos                                  | Subcampeonatos               |
| ---------------------- | ---------------------------------------- | ---------------------------- |
| Primera división (7/5) | 2012, 2014, 2015, 2016, 2017, 2018, 2019 | 1992, 1995, 2005, 2008, 2013 |
| Copa de Noruega (6/3)  | 1992, 2014, 2015, 2016, 2018, 2019       | 2005, 2008, 2009             |